# The Finest Hours
Pour plus de détails, voir Fiche technique et Distribution.
The Finest Hours ou Les Heures de gloire au Québec est un film américain réalisé par Craig Gillespie et sorti en 2016. Il s'inspire de l'ouvrage The Finest Hours: The True Story of the U.S. Coast Guard's Most Daring Sea Rescue de Michael J. Tougias et Casey Sherman qui revient sur le sauvetage du SS Pendleton en 1952 par des garde-côtes américains.
Le film reçoit à sa sortie des critiques mitigées et est un échec commercial au regard de son budget.

## Synopsis
En 1952, une tempête près des côtes de Cap Cod provoque la rupture en deux des pétroliers SS Fort Mercer et SS Pendleton.
Trente-trois marins se retrouvent coincés dans la moitié arrière du Pendleton. Le chef machine, quelque peu contesté par les survivants, réussit à utiliser les machines du navire, encore en état, pour le diriger quelque peu. Le niveau d'eau montant dans les fonds de l'épave ne cesse de les inquiéter, jusqu'à ce qu'ils parviennent à échouer la moitié du navire sur un banc de sable.
Pendant ce temps, des garde-côtes vont alors tenter une périlleuse opération de sauvetage. Au poste des garde-côtes, ne reste qu'un jeune homme peu considéré par ses collègues. Apprenant le naufrage, il constitue un petit équipage et malgré le danger, tente de sortir. Utilisant un petit canot, le CG-36500, ils doivent en effet franchir une barre particulièrement violente, avant de retrouver l'épave. Constatant qu'il y a encore des naufragés à bord, ils entament l'approche puis le sauvetage en veillant à rester en haut des vagues quand les matelots descendent le long de la coque sur un filet.
Malgré la surcharge du canot, les garde-côtes reviennent au port avec trente-deux naufragés.

## Fiche technique
Sauf indication contraire, les informations mentionnées dans cette section peuvent être confirmées par la base de données cinématographiques IMDb,  présente dans la section « Liens externes ».
- Titre original et français : The Finest Hours
- Titre québécois : Les Heures de gloire
- Réalisation : Craig Gillespie
- Scénario : Eric Johnson, Scott Silver et Paul Tamasy, d'après le livre The Finest Hours: The True Story of the U.S. Coast Guard's Most Daring Sea Rescue de Casey Sherman et Michael J. Tougias
- Musique : Carter Burwell
- Décors : William Ladd Skinner
- Costumes : Louise Frogley
- Directeur de la photographie : Javier Aguirresarobe
- Montage : Tatiana S. Riegel
- Production : Dorothy Aufiero et James Whitaker
- Sociétés de production : Walt Disney Pictures et Whitaker Entertainment
- Sociétés de distribution : Walt Disney Pictures (États-Unis), The Walt Disney Company France (France)
- Budget : 70 millions de dollars[2]
- Pays de production :  États-Unis
- Langue originale : anglais
- Format : couleur
- Genre : Aventure et catastrophe
- Dates de sortie[3] :
  - États-Unis : 25 janvier 2016 (avant-première mondiale au TCL Chinese Theatre[4])
  - Canada et États-Unis : 29 janvier 2016 (nationale)
  - Belgique : 27 janvier 2016
  - France : 24 février 2016

## Distribution

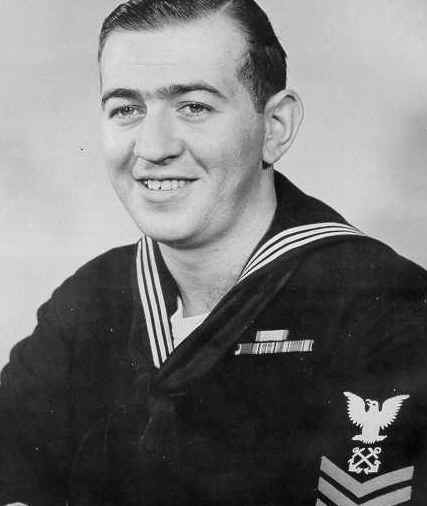
Bernard C. Webber est interprété par Chris Pine

- Chris Pine (VF : Olivier Augrond ; VQ : Martin Watier) : Bernard C. Webber dit « Bernie » Webber
- Casey Affleck (VF : Alexis Tomassian ; VQ : Hugolin Chevrette-Landesque) : Ray Sybert
- Eric Bana (VF : Bruno Choël ; VQ : Jean-François Beaupré) : Daniel Webster Cluff (en)
- Ben Foster (VF : Alexandre Gillet ; VQ : Louis-Philippe Dandenault) : Richard Livesey
- Kyle Gallner (VF : Franck Lorrain ; VQ : Nicolas Bacon) : Andy Fitzgerald
- Holliday Grainger (VF : Marie Tirmont ; VQ : Catherine Brunet) : Miriam
- John Ortiz (VF : Enrique Carballido ; VQ : Manuel Tadros) : Wallace Quirey
- Rachel Brosnahan (VF : Sandra Valentin ; VQ : Pascale Montreuil) : Bea Hansen
- Keiynan Lonsdale (VF : Benjamin Gasquet ; VQ : Alexandre Bacon) : Eldon Hanan
- Graham McTavish (VF : Patrick Raynal ; VQ : Benoit Rousseau) : Frank Fauteux
- Michael Raymond-James (VF : Loïc Houdré ; VQ : Patrice Dubois) : D. A. Brown
- Josh Stewart (VF : Thierry Wermuth ; VQ : Marc-André Brunet) : Tchuda Southerland
- Abraham Benrubi (VF : Gilles Morvan ; VQ : Sylvain Hétu) : Tiny Myers
- John Magaro (VF : Jérémy Bardeau ; VQ : Louis-Philippe Berthiaume) : Ervin Maske
- Benjamin Koldyke (en) (VF : David Krüger ; VQ : Patrick Chouinard) : Donald Bangs
- Beau Knapp (VF : Hugo Brunswick ; VQ : Gabriel Lessard) : Mel Gouthro
- Jesse Gabbard (VF : David Mandineau ; VQ : Nicolas Charbonneaux-Collombet) : Domingo Garcia
- Alexander Cook (VF : Pierre Dourlens ; VQ : Pierre Auger) : John Stello

 Source et légende : version française (VF) sur RS Doublage et AlloDoublage ; version québécoise (VQ) sur Doublage.qc.ca

## Production

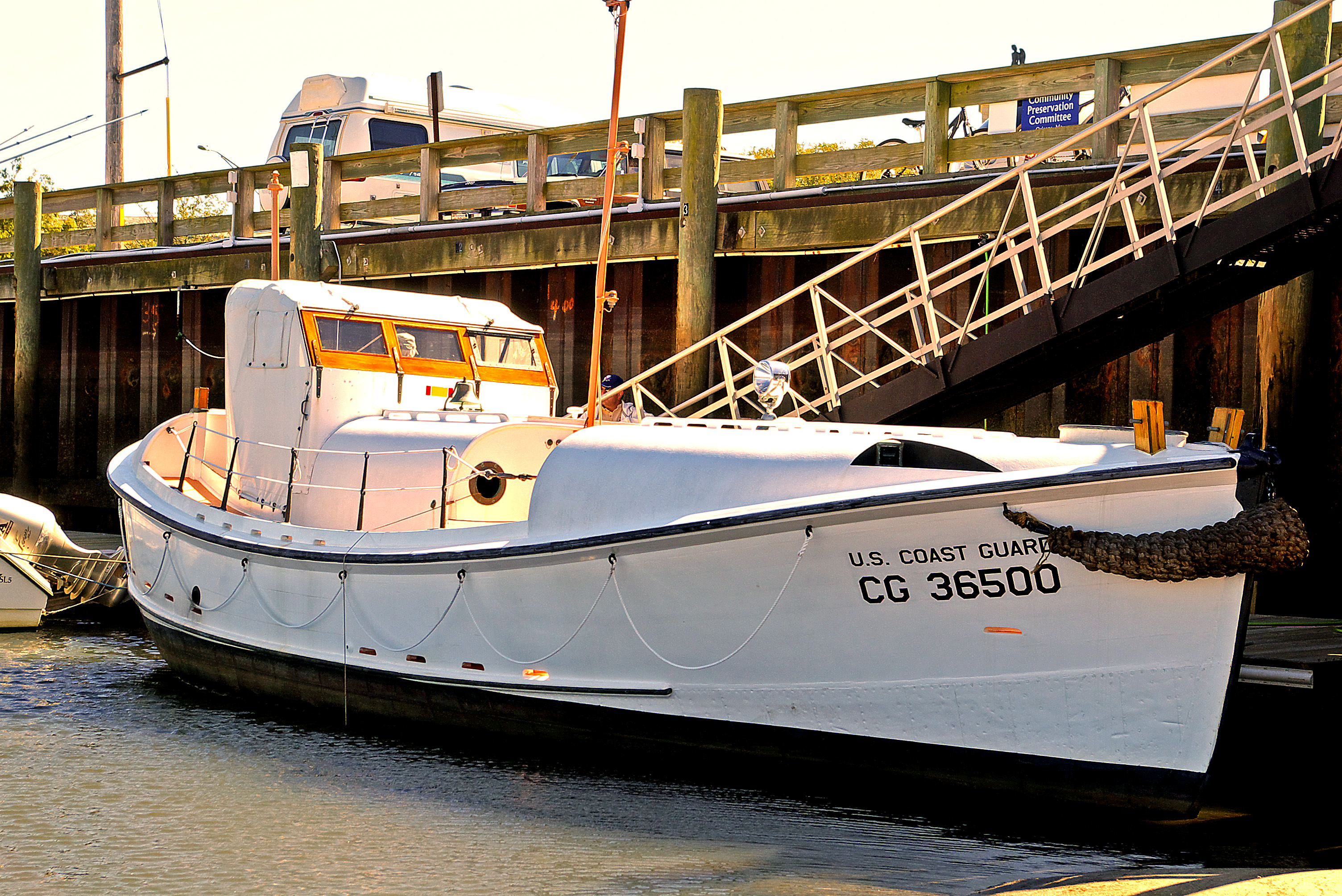
Le bateau de sauvetage à moteur de la Garde côtière CG 36500, petit canot utilisé pour le sauvetage, et qui reviendra au port avec 32 nafraugés.

### Genèse et développement
The Finest Hours s'inspire d'une histoire vraie qui a eu lieu le 18 février 1952. Les scénaristes Paul Tamasy, Scott Silver et Eric Johnson se sont inspirés de l'ouvrage The Finest Hours: The True Story of the U.S. Coast Guard's Most Daring Sea Rescue de Michael J. Tougias et Casey Sherman publié en 2009. Ils se sont également servis d'interviews de survivants de cette catastrophe.
En mai 2013, Robert Schwentke est engagé comme réalisateur, mais il quitte finalement le poste pour mettre en scène Divergente 2 : L'Insurrection. Il est alors remplacé par Craig Gillespie.

### Tournage
Le tournage débute en septembre 2014 à Quincy dans le sud-est du Massachusetts, où des décors sont construits dans le chantier naval. Un immense bassin de plus de 3 000 m³ d’eau et mesurant 25 mètres sur 33 y a été construit pour filmer certaines scènes en mer. Environ 70 % des scènes se déroulant en mer ont été réalisées dans ce bassin.
Des scènes sont ensuite tournées le long de la côte au sud de Boston, notamment à Marshfield, Duxbury, Cohasset et Norwell. Le tournage s'est achevé quatre mois plus tard à Cap Cod, à Chatham,.

## Sortie et accueil

### Accueil critique
Sur le site d'agrégation de critiques Rotten Tomatoes, le film obtient 64% d'avis favorables, pour 200 critiques et une note moyenne de 6⁄10. Le consensus suivant résumé les avis collectés : « Démodé à l'excès, The Finest Hours satisfera ceux qui recherchent un drame de sauvetage traditionnel - mais pourrait laisser les téléspectateurs plus aventureux en redemander. » Sur le site Metacritic, qui utilise une moyenne pondérée, le film obtient la note de 58⁄100 pour 39 critiques.
En France, le site Allociné propose une note moyenne de 2,7⁄5 basée sur 10 titres de presse. En France, pour Télérama, Frédéric Strauss écrit que « cette histoire vraie inspire un film rétro en diable, qui célèbre le courage, la camaraderie et l'amour fidèle. Curieusement, et par-delà la naïveté, ça marche. »[réf. nécessaire]

### Box-office
Le film est un échec commercial.
| Pays ou région     | Box-office     | Date d'arrêt du box-office | Nombre de semaines |
| ------------------ | -------------- | -------------------------- | ------------------ |
| France             | 62 254 entrées | -                          | -                  |
| États-Unis, Canada | 27 569 558 $   | 7 avril 2024               | 10                 |
| Total mondial      | 52 099 090 $   | -                          | -                  |